# کنتس پابرهنه
کُنتس پابرهنه (انگلیسی: The Barefoot Contessa) فیلمی عاشقانه محصول سال ۱۹۵۴ است که توسط جوزف ال. منکیه‌ویچ نوشته و کارگردانی شده و دربارهٔ زندگی و روابط عاشقانهٔ یک نماد جنسی خیالی اسپانیایی به نام ماریا وارگاس است. در این فیلم هامفری بوگارت، اوا گاردنر و ادموند اوبرایان بازی کرده‌اند. داستان فیلم بر جایگاه اجتماعی و سیاست‌های قدرتمند در دنیای سینما و اشراف تمرکز دارد.
ادموند اوبرایان برای ایفای نقش خود برندهٔ جایزه اسکار بهترین بازیگر نقش مکمل مرد و جایزه گلدن گلوب بهترین بازیگر نقش مکمل مرد شد. منکیه‌ویچ نیز نامزد جایزه اسکار بهترین فیلم‌نامه غیراقتباسی گردید.
بخش عمدهٔ فیلم توسط شخصیت هری داوز (با بازی بوگارت) روایت می‌شود، و بخش‌هایی نیز از زبان اسکار مولدون (اوبرایان) و کنت وینچنزو تورلاتو-فاورینی (برازی) بیان می‌گردد.

## داستان

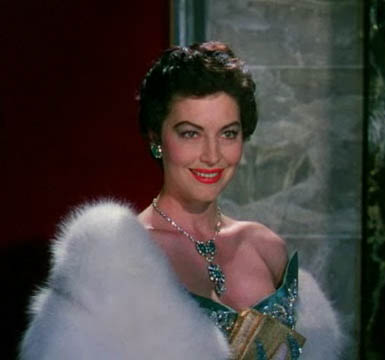
گارنر در نقش ماریا وارگاس

هری داوز، کارگردان و فیلم‌نامه‌نویسی ورشکسته و فراموش‌شده، اکنون ناچار شده برای سرمایه‌دار بانفوذی به نام کرک ادواردز کار کند، کسی که تصمیم گرفته تهیه‌کنندهٔ فیلم شود. در جست‌وجوی یک بازیگر زن جذاب برای نقش اصلی، آن‌ها از رم به یک کلوب شبانه در مادرید می‌روند تا رقصنده‌ای به نام ماریا وارگاس را ببینند.
ماریا زنی آزاد و مغرور است که علاقه دارد پابرهنه راه برود و در خانه‌اش با مشکلات خانوادگی روبه‌روست. ماریا فوراً از هری خوشش می‌آید چون با آثارش آشناست، اما از کرک بیزار می‌شود. هرچند در میانهٔ ملاقاتشان فرار می‌کند، هری او را در خانهٔ خانوادگی‌اش می‌یابد و متقاعدش می‌کند با آن‌ها به آمریکا برود تا نخستین فیلمش را بازی کند. به لطف تجربهٔ هری و همکاری اسکار مولدون، تبلیغات‌چی‌ای عرق‌ریز و غیرصادق، فیلم نخست ماریا موفقیتی چشم‌گیر می‌شود. ماریا یک‌شبه به ستاره تبدیل می‌شود و حرفهٔ هری نیز دوباره جان می‌گیرد؛ آن‌ها به دوستانی نزدیک بدل می‌شوند و دو فیلم دیگر نیز با هم می‌سازند.
در مهمانی‌ای در خانهٔ ماریا در هالیوود، کرک و آلبرتو براوانو، خوش‌گذران ثروتمند اهل آمریکای جنوبی، بر سر ماریا مشاجره می‌کنند. آلبرتو در طول شب به‌وضوح از ماریا خوشش آمده است. زمانی‌که آلبرتو او را به قایق تفریحی‌اش در کوت دازور دعوت می‌کند، کرک دستور می‌دهد ماریا از او دوری کند. ماریا که از سلطه‌جویی کرک دلخور شده، دعوت آلبرتو را می‌پذیرد. اسکار که از نوکری کرک خسته شده نیز فرصت را غنیمت می‌شمارد و جانب آلبرتو را می‌گیرد.

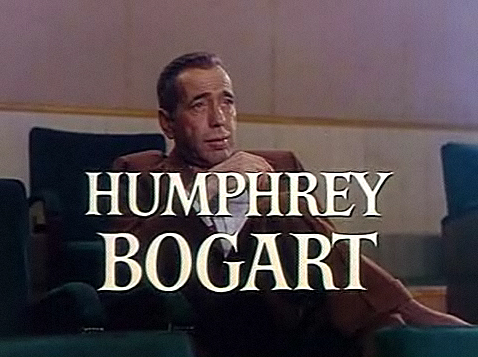
بوگارت در نقش کارگردان هری داوز

ماریا اکنون ستاره‌ای بزرگ شده، اما احساس رضایت نمی‌کند. او به خوشبختی هری با منشی صحنه‌اش جری حسادت می‌ورزد. شبی در کازینو مونت کارلو، آلبرتو در پی شکست‌های متوالی در قمار، ماریا را به‌خاطر بدشانسی‌اش در جمع تحقیر می‌کند. کنت وینچنزو تورلاتو-فاورینی به او سیلی می‌زند و ماریا را از کازینو همراه خود می‌برد.
ماریا به همراه وینچنزو و خواهر بیوه‌اش، الئانورا، در پالازوی خانوادگی کنت در راپالو، ایتالیا می‌ماند. او عشق بزرگ زندگی‌اش را یافته و با وینچنزو در مراسمی باشکوه ازدواج می‌کند. هری در این مراسم نقش پدر عروس را ایفا می‌کند. اما مشکلی وجود دارد: کنت و خواهرش آخرین بازماندگان خانوادهٔ تورلاتو-فاورینی هستند؛ اگر فرزندی نداشته باشند، این خاندان اشرافی منقرض خواهد شد. کنت به‌دلیل زخمی که در جنگ برداشته ناتوانی جنسی دارد، اما این موضوع را تا شب زفاف از ماریا پنهان می‌کند.
چند ماه بعد، در شبی بارانی، ماریا ناراحت و ناامید به اتاق هتل هری در ایتالیا می‌رود و ماجرای ناتوانی همسرش را برایش بازگو می‌کند. او راه‌حلی پیدا کرده که هری را شوکه می‌کند: ماریا از مردی دیگر باردار شده است. او باور دارد که وینچنزو این کودک را خواهد پذیرفت تا نام خاندان زنده بماند. هری هشدار می‌دهد که غرور وینچنزو اجازه نخواهد داد چنین چیزی را قبول کند، اما ماریا اصرار دارد و تصمیم دارد همان شب ماجرا را به شوهرش بگوید.
پس از آن‌که ماریا اتاق هری را ترک می‌کند، هری متوجه می‌شود که خودروی وینچنزو به دنبال ماریاست و او را تعقیب می‌کند. در محل اقامت خدمتکاران در پالازو، وینچنزو پیش از آن‌که ماریا فرصتی برای گفتن حقیقت داشته باشد، او و معشوقش را با شلیک گلوله می‌کشد. هری درست در لحظهٔ شلیک گلوله‌ها می‌رسد، اما دربارهٔ بارداری ماریا چیزی به وینچنزو نمی‌گوید. اندکی پس از مراسم خاکسپاری ماریا، پلیس وینچنزو را با خود می‌برد.

## بازیگران
- هامفری بوگارت در نقش هری داوز (Harry Dawes)
- اوا گاردنر در نقش ماریا وارگاس (Maria Vargas)
- ادموند اوبرایان در نقش اسکار مولدون (Oscar Muldoon)
- ماریوس گورینگ در نقش آلبرتو براوانو (Alberto Bravano)
- والنتینا کورتزه (با نام Valentina Cortesa در عنوان‌بندی) در نقش الئانورا تورلاتو-فاورینی (Eleanora Torlato-Favrini)
- روسانو براتسی در نقش کنت وینچنزو تورلاتو-فاورینی (Count Vincenzo Torlato-Favrini)
- الیزابت سلرز در نقش جری داوز (Jerry Dawes)
- وارن استیونز در نقش کرک ادواردز (Kirk Edwards)
- فرانکو اینترلنگی در نقش پدرو وارگاس (Pedro Vargas)
- ماری آلدون در نقش میرنا (Myrna)
- آلبرتو رابالیاتی در نقش صاحب کلوب شبانه
- انزو استایولا در نقش پادوی رستوران (busboy)
- ماریا زانولی در نقش مادر ماریا
- رناتو کیانتونی در نقش پدر ماریا
- بیل فریزر در نقش جی. مونتاگ براون (J. Montague Brown)
- جان پریش (John Parrish) در نقش آقای بلک (Mr. Black)
- جیم ژرالد در نقش آقای بلو (Mr. Blue)
- دایانا دکر در نقش بلوند مست (drunken blonde)
- ریکاردو ریولی (Riccardo Rioli) در نقش رقصنده کولی
- تونیو سلوارت در نقش مدعی (the pretender)
- مارگارت اندرسون (Margaret Anderson) در نقش همسر مدعی
- گرترود فلین در نقش لولو مک‌گی (Lulu McGee)
- جان هورن (John Horne) در نقش هکتور یوبنکس (Hector Eubanks)
- بسی لاو در نقش خانم یوبنکس (Mrs. Eubanks)
- باب کریستوفر (Bob Christopher) در نقش ادی بلیک (Eddie Blake)
- آنا ماریا پادوان (Anna Maria Paduan) در نقش مستخدمه (chambermaid)
- کارلو دیل (Carlo Dale) در نقش راننده (chauffeur)

## تولید

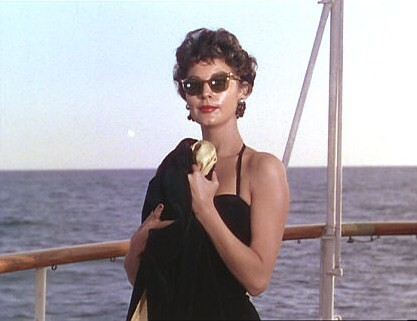
گاردنر در یکی از تریلرهای فیلم

بر پایهٔ گزارش تی‌سی‌ام، منکیه‌ویچ شخصیت اصلی فیلم یعنی ماریا وارگاس را بر اساس ستارهٔ سینما و رقصندهٔ آمریکایی ریتا هیورث خلق کرد، کسی که همسر پرینس علی خان بود. بر پایهٔ توضیح صوتی فیلم تابو، این شخصیت همچنین برگرفته از آن شوالیه بوده که بازیگر همان فیلم است.

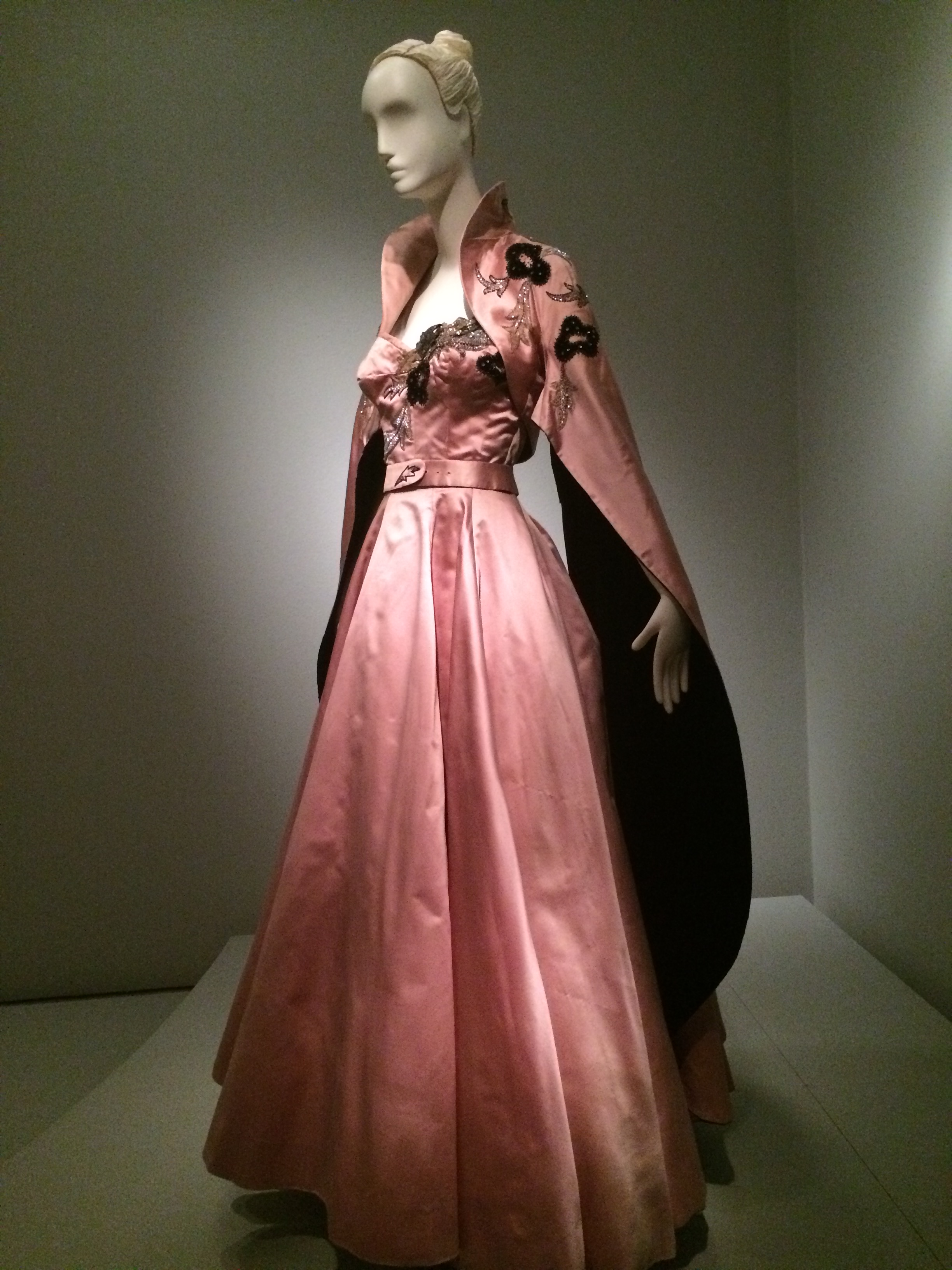
لباس ابریشمی شب طراحی‌شده توسط میکول، زوئه و جووانا فونتانا برای نقش گاردنر در کنتس پابرهنه (موزه بروکلین)

کنتس پابرهنه یکی از پرزرق‌وبرق‌ترین فیلم‌های «هالیوودی» ساختهٔ منکیه‌ویچ دانسته می‌شود و از درخشان‌ترین آثار دورهٔ هالیوود طلایی است، اما تولید آن در استودیوی چینه‌چیتا در رم انجام شد. صحنه‌های بیرونی فیلم در تیوُلی (باغ زیتون)، سانرمو و پورتوفینو فیلم‌برداری شدند. بوگارت در صحنه‌های فیلم‌برداری در سانرمو حضور نداشت. تولید ایتالیایی این فیلم بخشی از پدیدهٔ "Hollywood on the Tiber" محسوب می‌شود.
استودیو در آستانهٔ انتشار پوستر فیلم بدون تصویر هامفری بوگارت بود، که نقض قرارداد به‌شمار می‌رفت. بوگارت این موضوع را اصلاح کرد و با افزودن طراحی خطی از چهره‌اش، مسئله را حل نمود.

## بازخورد

### واکنش منتقدان

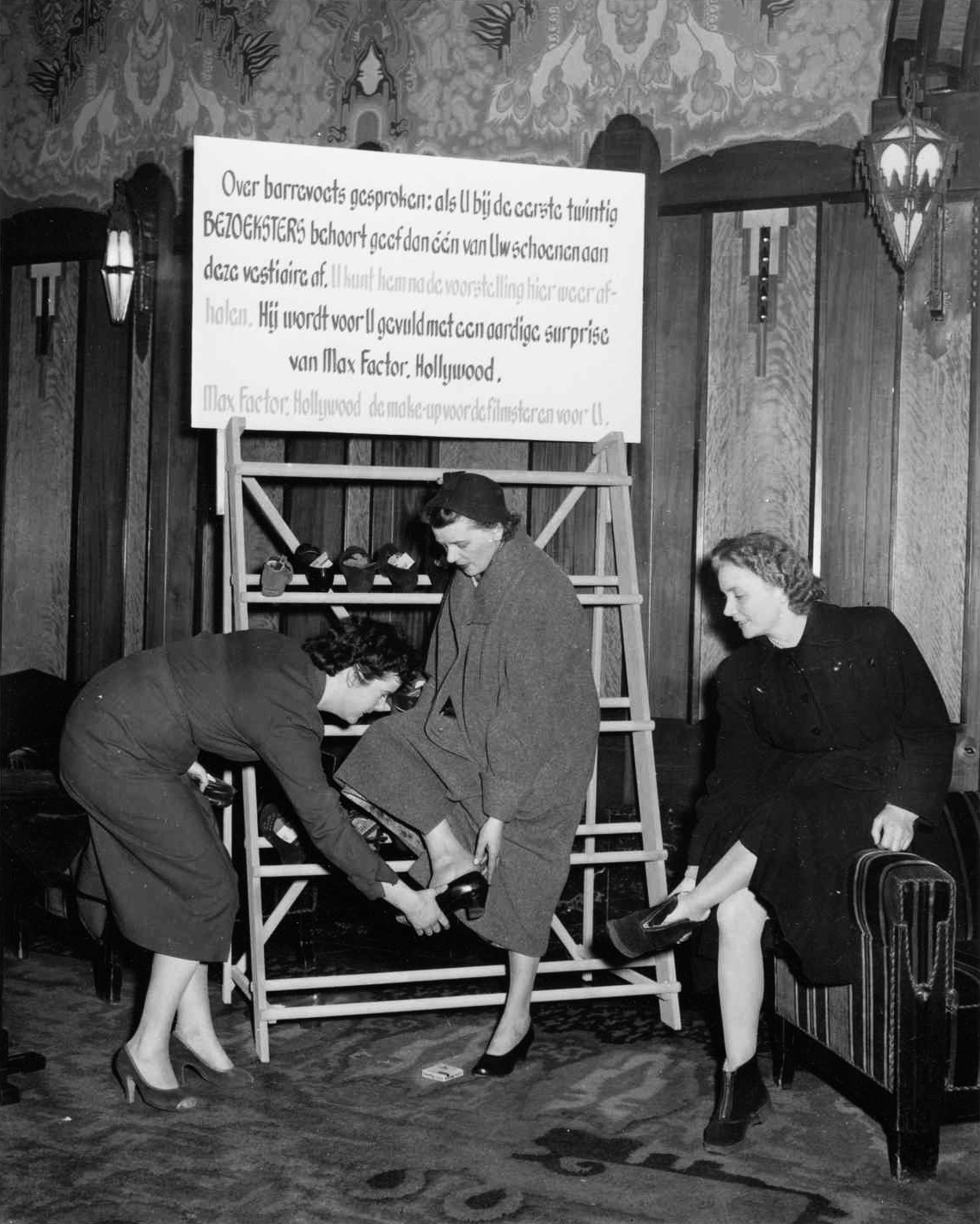
تبلیغ نمایشی در نمایش فیلم کنتس پابرهنه در سال ۱۹۵۵ در تئاتر توشینسکی، آمستردام؛ نخستین بیست بانویی که کفش‌های خود را در رختکن تئاتر می‌گذاشتند محصولات رایگان مکس فکتور دریافت می‌کردند.

فیلم به‌خاطر شکوه و تجملش توسط بسیاری از منتقدان تحسین شد، ویژگی‌ای که برای جوزف ال. منکیه‌ویچ طرفداران تازه‌ای به‌ارمغان آورد. مجلهٔ [[ساتردی ریویو (مجله آمریکایی)] نوشت که اوا گاردنر «یکی از نفس‌گیرترین مخلوقات روی زمین» است.
با این حال برخی از منتقدان از فیلم خوششان نیامد؛ کتاب Feature Cinema in the 20th Century: Volume One: 1913–1950: a Comprehensive Guide این فیلم را «افتضاح» توصیف کرده و می‌نویسد: «هوش و جاه‌طلبی‌های منکیه‌ویچ اغلب با فقدان شگفت‌انگیز ظرافت و قضاوت زیباشناختی برخورد می‌کند». بازلی کرادر در نیویورک تایمز آن را فیلمی «زشت و سترون» خواند که دربارهٔ «رفتار درخشان و بی‌ظرافت جماعت هالیوود-بین‌المللی» است.
با این حال، فرانسوا تروفو نوشت: «آنچه بی‌تردید است، صداقت کامل، تازگی، جسارت و جذابیت فیلم است… من خودم آن را به‌خاطر طراوت، هوشمندی و زیبایی‌اش می‌پذیرم و ارج می‌نهم… فیلمی ظریف و هوشمند، با کارگردانی و بازیگری درخشان».
در سال ۱۹۹۸، جاناتان رزنبام از شیکاگو ریدر این فیلم را در فهرست بدون رتبه‌بندی خود از بهترین فیلم‌های آمریکایی که در ۱۰۰ سال… ۱۰۰ فیلم به انتخاب بفا گنجانده نشده‌اند، قرار داد.

## جوایز و نامزدی‌ها
| نام فرد           | جایزه           | رده                        | نتیجه    | منبع |
| ----------------- | --------------- | -------------------------- | -------- | ---- |
| ادموند اوبرایان   | جایزه اسکار     | بهترین بازیگر نقش مکمل مرد | برنده    |      |
| ادموند اوبرایان   | جایزه گلدن گلوب | بهترین بازیگر نقش مکمل مرد | برنده    |      |
| جوزف ال. منکیه‌ویچ | جایزه اسکار     | بهترین فیلم‌نامه غیراقتباسی | نامزدشده |      |

## در فرهنگ عامه
شمارهٔ مهٔ ۱۹۵۵ مجلهٔ مد (شمارهٔ ۲۳) شامل یک پارودی از جک دیویس با عنوان «کنتس بی‌حساب پابرهنه» (The Barefoot Nocountessa) است.
برنامهٔ آشپزی شبکهٔ فود نت‌ورک با عنوان کنتس پابرهنه از روی کتاب پرفروش اینا گارتن به نام The Barefoot Contessa Cookbook نام‌گذاری شده است، که خود این کتاب نیز نام خود را از فروشگاه مواد غذایی ویژه‌ای گرفته که گارتن در سال ۱۹۷۸ خریداری کرد. این فروشگاه که دیگر فعالیت نمی‌کند، نخست در سال ۱۹۷۵ افتتاح شده بود و نام آن از عنوان فیلم گرفته شده بود.
در مجموعهٔ تلویزیونی ریپتاید نام یک قایق تفریحی Barefoot Contessa بود.
بخشی از صحنه‌های فیلم در موزیک‌ویدیوی لانا دل ری برای ترانهٔ «زاده‌شده برای مردن» استفاده شده است.

## رسانه‌های خانگی
نخستین نسخهٔ وی‌اچ‌اس فیلم توسط مترو گلدوین میر در سال ۱۹۹۰ منتشر شد و بار دیگر در سال ۱۹۹۹ به‌عنوان بخشی از مجموعهٔ «کلاسیک‌های قدیمی» بازنشر گردید. نسخهٔ دی‌وی‌دی فیلم نیز در سال ۲۰۰۱ توسط ام‌جی‌ام عرضه شد.
در تاریخ ۱۳ دسامبر ۲۰۱۶، شرکت Twilight Time Movies نسخهٔ بلوری با کیفیت بالا از فیلم The Barefoot Contessa را منتشر کرد. این نسخه انتشار محدود بوده و تنها ۳۰۰۰ نسخه از آن تولید شد.